# Isabella Ferrari
Pour les articles homonymes, voir Ferrari.
Isabella Ferrari, née le 31 mars 1964 à Ponte dell'Olio, dans la province de Plaisance, en Émilie-Romagne est une actrice italienne.

## Biographie
Elle est mariée avec le réalisateur italien Renato De Maria.

## Filmographie
- 1982 : Sapore di mare de Carlo Vanzina : Selvaggia
- 1983 : Sapore di mare 2: Un anno dopo de Carlo Vanzina
- 1983 : Il ras del quartiere de Carlo Vanzina : Veronica Gatti
- 1984 : Domani mi sposo de Francesco Massaro : Susy
- 1984 : Giochi d'estate de Bruno Cortini
- 1984 : Chewingum de Biagio Proietti (it) : Isabella
- 1984 : Le Bon Roi Dagobert de Dino Risi : Chrodilde
- 1985 : Fracchia contro Dracula de Neri Parenti : Luna
- 1986: Professione vacanze, séries TV, épisode 6: A qualcuno piace il calcio (1986)
- 1986 : Il ragazzo del pony express de Franco Amurri : Claudia
- 1988 : Appuntamento a Liverpool de Marco Tullio Giordana : Caterina
- 1990 : Willy Signori e vengo da lontano de Francesco Nuti : Lucia Ventura
- 1991 : La Malheureuse de Manuel Flèche
- 1991 : Oostende d'Éric Woreth : Lyota
- 1992 : Gangsters de Massimo Guglielmi (it) : Evelina
- 1992 : Allullo drom : Lorenza
- 1992 : Nessuno mi crede d'Anna Carlucci (it) : Susi
- 1993 : 80mq : (segment "Bisbigli")
- 1993 : Un homme à la mer (TV) : Maria
- 1994 : Impasse meurtrière
- 1995 : Le Roman d'un jeune homme pauvre (Romanzo di un giovane povero) d'Ettore Scola : Andreina
- 1996 : Danza della fata confetto
- 1996 : Escoriandoli : Tarcisia
- 1996 : Le Journal de Luca (Cronaca di un amore violato) : Lorena
- 1996 : Hotel paura : Lucia
- 1997 : K d'Alexandre Arcady : Emma Güter
- 1998 : Mare largo : Clara
- 1998 : Vite in sospeso : Eugenia
- 1998 : Provincia segreta (TV)
- 1998 : Un cœur pour la vie (Nicholas' Gift) (TV) : Alessandra
- 1998 : Dolce farniente : Josephine
- 2000 : Le Syndrome de Stockholm (La Vita cambia) (TV) : Anna
- 2000 : Sospetti (TV)
- 2000 : La lingua del santo : Patrizia
- 2000 - 2002 : Giovanna, commissaire (Distretto di Polizia) (TV)
- 2003 : Doppio agguato (TV) : Anna Milesi
- 2004 : Cuore contro cuore (TV)
- 2005 : Amatemi : Nina
- 2005 : L'Anniversaire de Diane Kurys : Gabriella
- 2006 : Arrivederci amore, ciao de Michele Soavi : Flora
- 2007 : Saturno contro de Ferzan Özpetek : Laura
- 2007 : Liberi di giocare (TV)
- 2008 : Caos calmo : Eleonora Simoncini
- 2008 : Un giorno perfetto : Emma
- 2008 : Il seme della discordia
- 2009 : Due partite d'Enzo Monteleone
- 2009 : Nel bianco (TV)
- 2010 : Eisfieber (TV) : Antonia Gallo
- 2011 : Storia di Laura (TV)
- 2012 : E la chiamano estate de Paolo Franchi
- 2013 : La grande bellezza de Paolo Sorrentino
- 2014 : La vita oscena de Renato De Maria
- 2015 : Uno per tutti de Mimmo Calopresti
- 2017 : Diva! de Francesco Patierno
- 2018 : Euforia de Valeria Golino
- 2018 : Baby
- 2020 : Sous le soleil de Riccione : Irene
- 2022 : Braquer Mussolini (Rapiniamo il duce) : Nora Cavalieri
- 2024 : Parthenope de Paolo Sorrentino
- 2024 : Confidenza de Daniele Luchetti

## Théâtre
- Anestesia totale (2011)
- Il catalogo (2010)
- Due partite (2006)
- I tre alberghi (1999)
- Ondine (1994)

## Distinctions
- Festival international du film de Rome 2012 : Meilleure actrice pour E la chiamano estate